# Glina (Fluss)
Die Glina (serbokroatisch für „Ton/Lehm“; serbisch-kyrillisch Глина) ist ein rechter Nebenfluss der Kupa in Bosnien und Herzegowina sowie Kroatien. In einem Abschnitt nordöstlich von Velika Kladuša bildet sie die Grenze zwischen beiden Staaten.
Der Fluss entspringt nahe dem Ort Gornji Kremen in der Gemeinde Slunj (Kroatien) und verläuft zunächst in nordnordwestlicher Richtung, bevor er sich nach Osten wendet. Dort bildet die Glina für einige Kilometer die Grenze zwischen den Gespanschaften Karlovac und Sisak-Moslavina, bevor sie bei Maljevac auf die bosnische Grenze trifft.
Die Glina durchfließt nun ein schmales Tal südlich der Petrova gora. Hier nimmt sie mit der Glinica auch ihren größten Zufluss auf. Kurz vor der Stadt Glina öffnet sich das Tal und wird ab hier auch landwirtschaftlich genutzt.
Etwas westlich von Slana (Gemeinde Petrinja) mündet die Glina nach etwa 100 km in die Kupa. Sie ist auf ihrer gesamten Länge nicht schiffbar.